# اللقائي (العدين)

تعديل مصدري - تعديل

اللقائي محلة تابعة لقرية الرس العالي، التابعة لعزلة بني عوض بمديرية العدين إحدى مديريات محافظة إب في الجمهورية اليمنية، بلغ تعداد سكانها 94 حسب تعداد اليمن لعام 2004.